# Афонино (Жарковский район)
Афонино — деревня в Жарковском районе Тверской области. Входит в состав Жарковского сельского поселения (центр — деревня Зеленьково).

## История
На топографической карте Фёдора Шуберта 1867 — 1901 годов обозначена деревня Афонина. Имела 9 дворов.
На карте РККА 1923—1941 годов обозначена деревня Афонино. Имела 30 дворов.

## География
Деревня расположена в 34 километрах к северу от районного центра, посёлка городского типа Жарковский. Ближайший населенный пункт — деревня Лукьяново.
Часовой пояс
Деревня Афонино, как и вся Тверская область находится в часовой зоне МСК (московское время). Смещение применяемого времени относительно UTC составляет +3:00.

## Население
| 2010 |
| ---- |
| 0    |

В 2002 году население деревни составляло 2 человека.
Национальный состав
Согласно результатам переписи 2002 года, в национальной структуре населения русские составляли 100 % от жителей.